# Pseuderanthemum idroboi
Pseuderanthemum idroboi är en akantusväxtart som beskrevs av Emery Clarence Leonard. Pseuderanthemum idroboi ingår i släktet Pseuderanthemum och familjen akantusväxter. Inga underarter finns listade i Catalogue of Life.